# Marianella García Villas
Marianella García Villas (7 août 1948, San Salvador - mars 1983, Suchitoto (en)) est une avocate et femme politique salvadorienne.
En 1974, elle est élue à l'assemblée législative du Salvador où elle sera la seule femme jusqu'en 1976.
En 1978, elle participe à la fondation de la commission pour les Droits de l'homme du Salvador (Fundación Comisión de Derechos Humanos de El Salvador) dont elle devient la première présidente.
Elle est assassinée en 1983 par les forces gouvernementales, accusée d'avoir combattu aux côtés des guérilleros.